# Ronde van Frankrijk 2019/Dertiende etappe
De dertiende etappe van de Ronde van Frankrijk 2019, een tijdrit over 27,2 kilometer, werd op 19 juli verreden met start en finish in Pau. In deze tijdrit kwamen een aantal renners die op weg waren naar een goede eindklassering ten val, zoals Wout van Aert en Maximilian Schachmann. Beiden moesten hierdoor de Tour verlaten. Eerder die dag vond op hetzelfde parcours La Course by Le Tour de France plaats.
| Pau – Pau (27,2 km) |                    |                       |         |
| Plaats              | Naam               | Ploeg                 | Tijd    |
| 1                   | Julian Alaphilippe | Deceuninck–Quick-Step | 35'00"  |
| 2                   | Geraint Thomas     | Team INEOS            | + 14"   |
| 3                   | Thomas De Gendt    | Lotto Soudal          | + 36"   |
| 4                   | Rigoberto Urán     | EF Education First    | z.t.    |
| 5                   | Richie Porte       | Trek-Segafredo        | + 45"   |
| 6                   | Steven Kruijswijk  | Team Jumbo-Visma      | z.t.    |
| 7                   | Thibaut Pinot      | Groupama-FDJ          | + 49"   |
| 8                   | Kasper Asgreen     | Deceuninck–Quick-Step | + 52"   |
| 9                   | Enric Mas          | Deceuninck–Quick-Step | + 58"   |
| 10                  | Joey Rosskopf      | CCC Team              | + 1'01" |

| Algemeen klassement |                    |                       |           |
| Plaats              | Naam               | Ploeg                 | Tijd      |
| 1                   | Julian Alaphilippe | Deceuninck–Quick-Step | 53u01'09" |
| 2                   | Geraint Thomas     | Team INEOS            | + 1'26"   |
| 3                   | Steven Kruijswijk  | Team Jumbo-Visma      | + 2'12"   |
| 4                   | Enric Mas          | Deceuninck–Quick-Step | + 2'44"   |
| 5                   | Egan Bernal        | Team INEOS            | + 2'52"   |
| 6                   | Emanuel Buchmann   | BORA-hansgrohe        | + 3'04"   |
| 7                   | Thibaut Pinot      | Groupama-FDJ          | + 3'22"   |
| 8                   | Rigoberto Urán     | EF Education First    | + 3'54"   |
| 9                   | Nairo Quintana     | Movistar Team         | + 3'55"   |
| 10                  | Adam Yates         | Mitchelton-Scott      | z.t.      |
|                     |                    |                       |           |
| 20                  | Xandro Meurisse    | Wanty-Gobert          | + 6'10"   |

1e etappe ·
2e etappe ·
3e etappe ·
4e etappe ·
5e etappe ·
6e etappe ·
7e etappe ·
8e etappe ·
9e etappe ·
10e etappe ·
11e etappe ·
12e etappe ·
13e etappe ·
14e etappe ·
15e etappe ·
16e etappe ·
17e etappe ·
18e etappe ·
19e etappe ·
20e etappe ·
21e etappe
Startlijst · Eindstanden · Afbeeldingen